# 貝城 (德克薩斯州)
貝城（英語：Bay City）是一個位於美國德克薩斯州馬塔哥達縣的城市。根據2010年美國人口普查，該地共人口17614人，而該地的面積約為22.00平方千米。同時該地也是馬塔哥達縣的縣治。

## 地理
貝城的座標為28°58′51″N 95°57′52″W / 28.98083°N 95.96444°W，而該地的平均海拔高度為16米（即52英尺）。